# Kaukasischer Steinbock

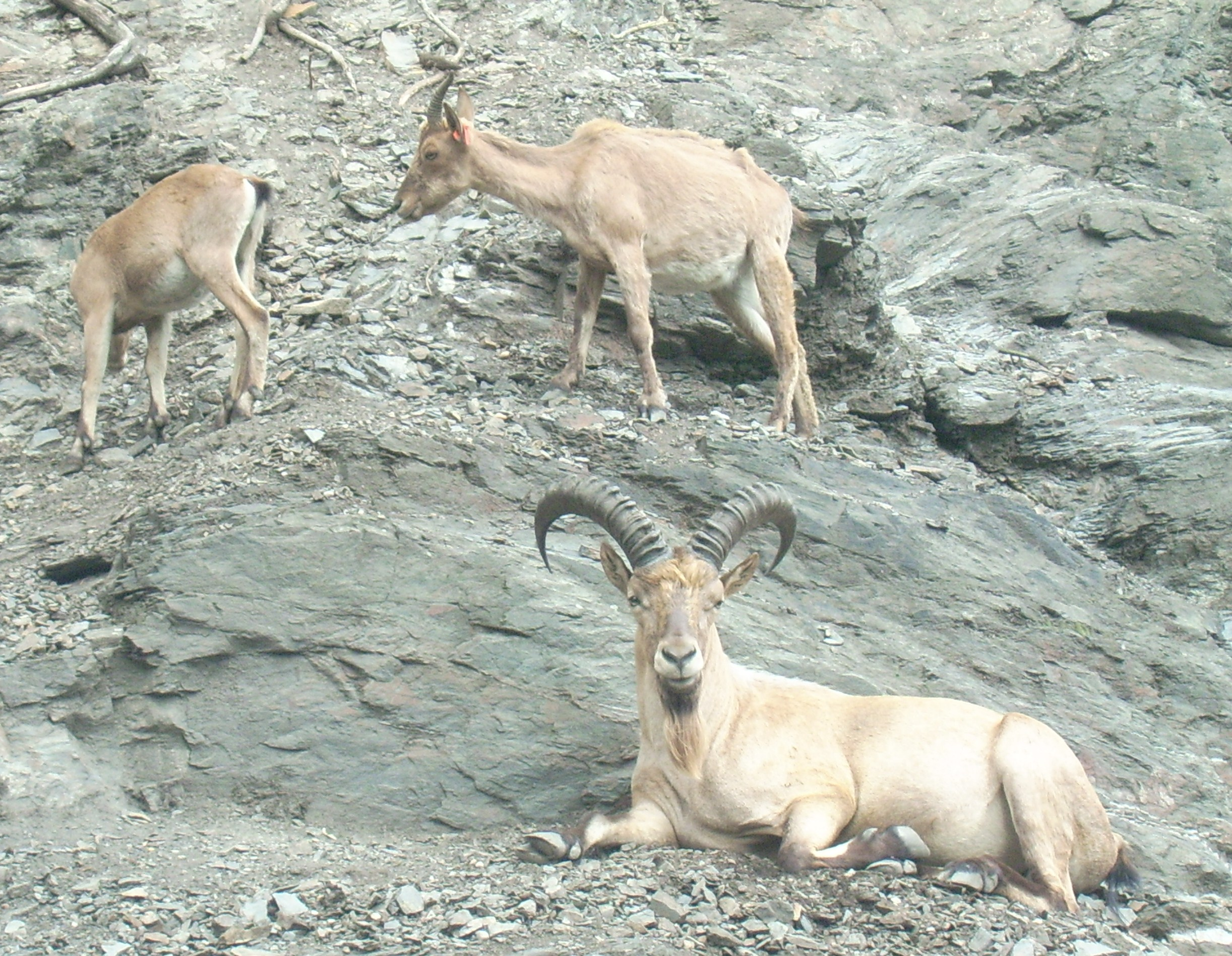
Westkaukasische Steinböcke

Der Kaukasische Steinbock oder Tur ist eine umstrittene Paarhuferart aus der Gattung der Ziegen (Capra). Es werden zwei Populationen unterschieden: der Westkaukasische und der Ostkaukasische Steinbock. Manche Systematiken wie etwa Wilson & Reeder (2005) fassen sie zu einer gemeinsamen Art zusammen. Genetische Studien scheinen jedoch eine Trennung in zwei Arten zu rechtfertigen. Der Westkaukasische Steinbock scheint demzufolge enger mit der Wildziege (Capra aegagrus) als mit dem Ostkaukasischen Steinbock verwandt zu sein, während die teilweise festgestellte genetische Nähe (in einzelnen Exemplaren) zu Letzterem auf Hybridisierung beruhen dürfte.
Dementsprechend werden die beiden Populationen hier als eigene Arten behandelt:
- Westkaukasischer Steinbock oder Kuban-Tur (Capra caucasica)
- Ostkaukasischer Steinbock oder Daghestan-Tur (Capra cylindricornis)

Näheres siehe unter den beiden Artartikeln.